# Deltacoronavirus
Deltacoronavirus es uno de los cuatro géneros de la subfamilia Orthocoronavirinae (familia Coronaviridae). Estos virus están envueltos, y pertenecen a la clase IV de la clasificación de Baltimore (virus ARN monocatenario positivos). Son zoonosis que ocasionalmente infectan a humanos. Mientras que los géneros Alphacoronavirus y Betacoronavirus derivan del pool genético del murciélago, los géneros Gammacoronavirus y Deltacoronavirus provienen del pool aviar y porcino.